# 奥维迪乌·伊奥内斯库
奥维迪乌·伊奥内斯库（羅馬尼亞語：Ovidiu Ionescu，1989年6月28日—），罗马尼亚男子乒乓球运动员，2019年世界乒乓球锦标赛男子双打银牌得主，2019年欧洲运动会混合双打银牌得主。